# Liuhe-pagode

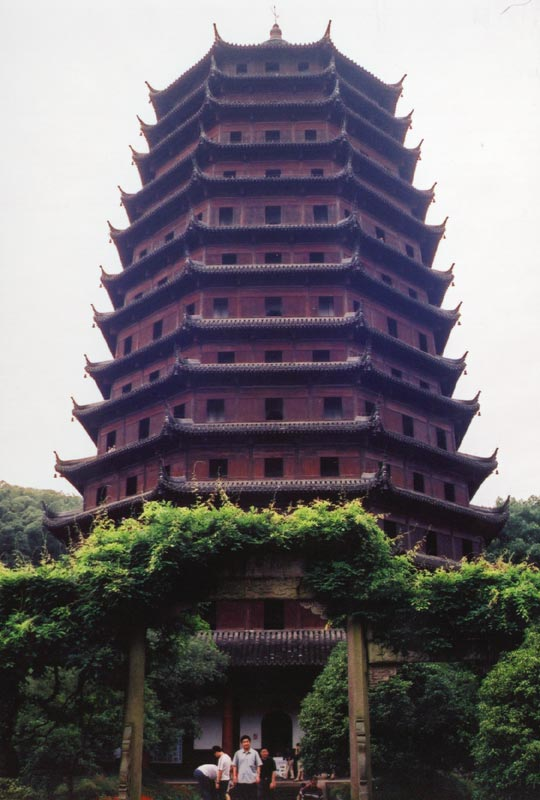
De Liuhe-pagode

De Liuhe-pagode is een Chinese pagode uit de Song-dynastie in Hangzhou.
De eerste pagode op deze plaats werd gebouwd door de heerser van Wuyue ten tijde van de Vijf Dynastieën en Tien Koninkrijken. Deze pagode werd echter volledig vernietigd tijdens een oorlog in 1121.
Bij de herbouw in de Zuidelijke Song-dynastie werd gebruik gemaakt van hout en baksteen. Tijdens de Ming (1368-1644) en Qing-dynastie (1644-1911) werden extra buitenranden toegevoegd. De pagode heeft een zeshoekige vorm en is 60 meter hoog. Van buitenaf lijken er 13 verdiepingen te zijn, maar binnen zijn er slechts zeven. Aan de buitenzijde hangen ijzeren klokken op alle hoeken. Er is een wenteltrap naar de bovenste verdieping en op alle plafonds zijn gesneden en beschilderde figuren zoals dieren, bloemen, vogels en personen.
Volgens de Britse sinoloog en historicus Joseph Needham diende de pagode ook als een vuurtoren aan de Qiantang Jiang. Het hielp zeilers bij het zoeken naar een ankerplaats voor hun schepen ’s nachts. De pagode wordt ook gezien als het zuidelijkste punt van het Grote Kanaal.
Samen met de Lingxiao-, Liaodi-, Pizhi-, Beisi- en de IJzeren pagode wordt de Liuhe-pagode als een meesterwerk van de architectuur uit de Song-dynastie gezien.

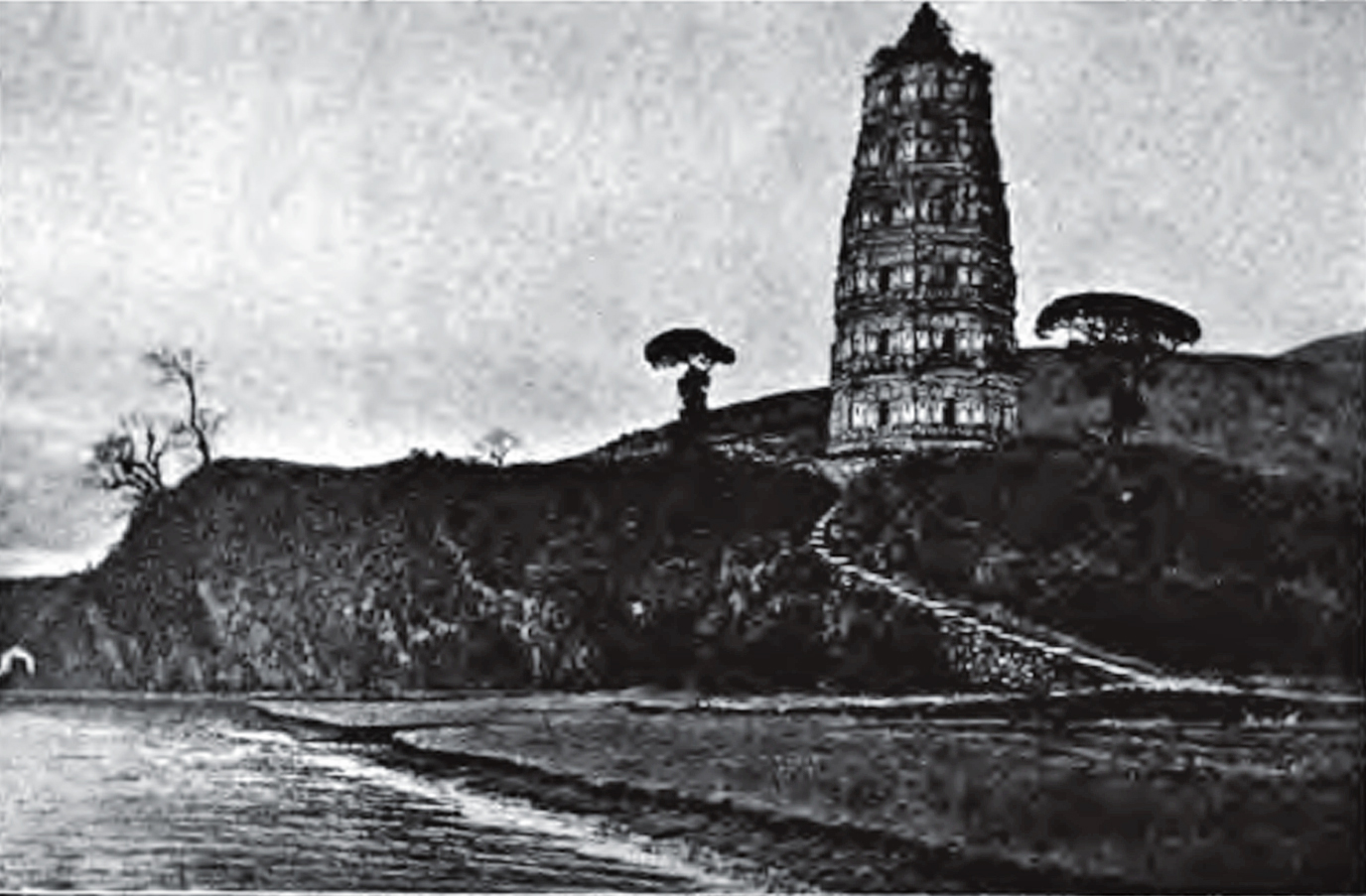
De pagoda in 1891
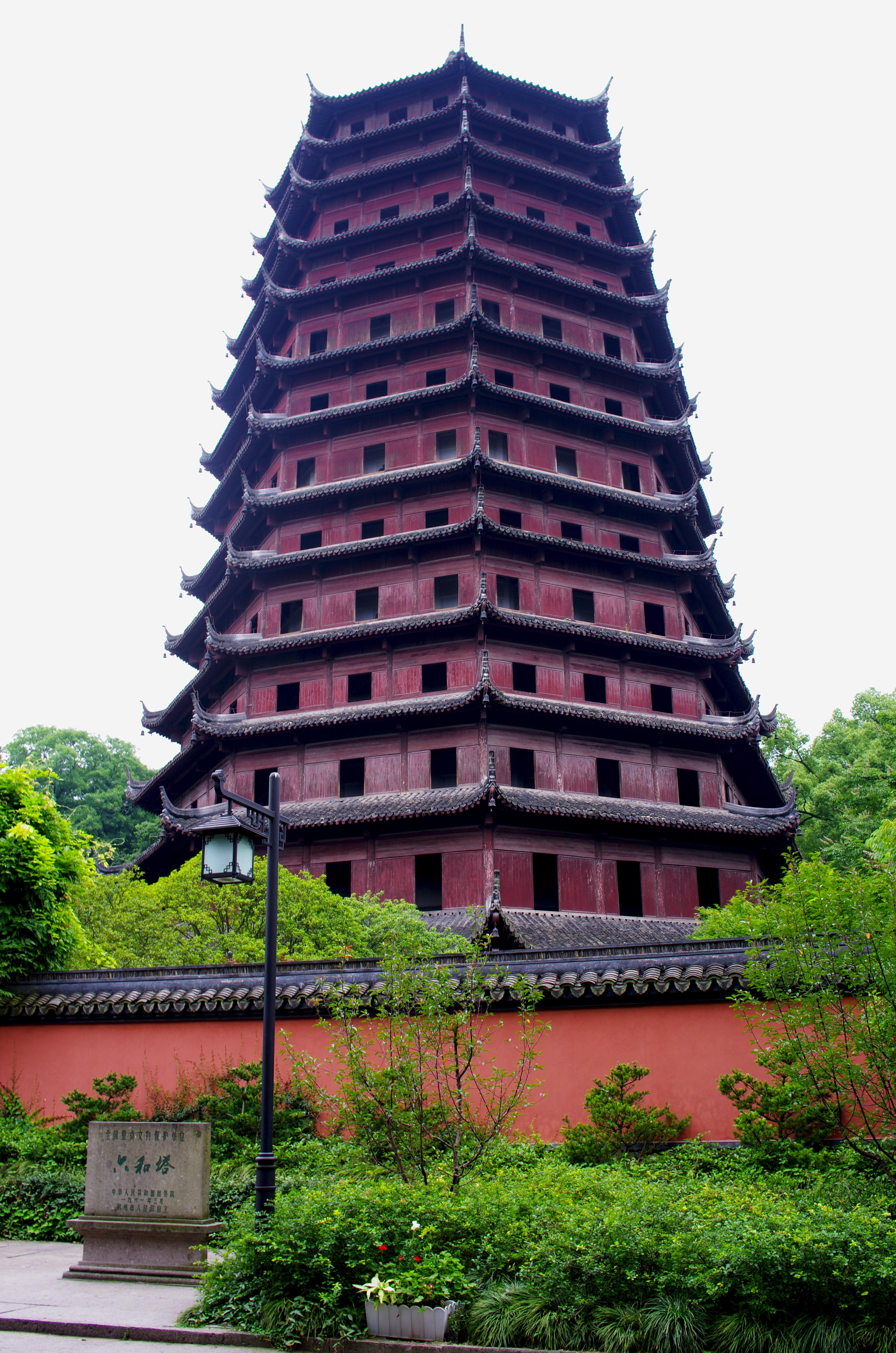
De Pagode tegenwoordig
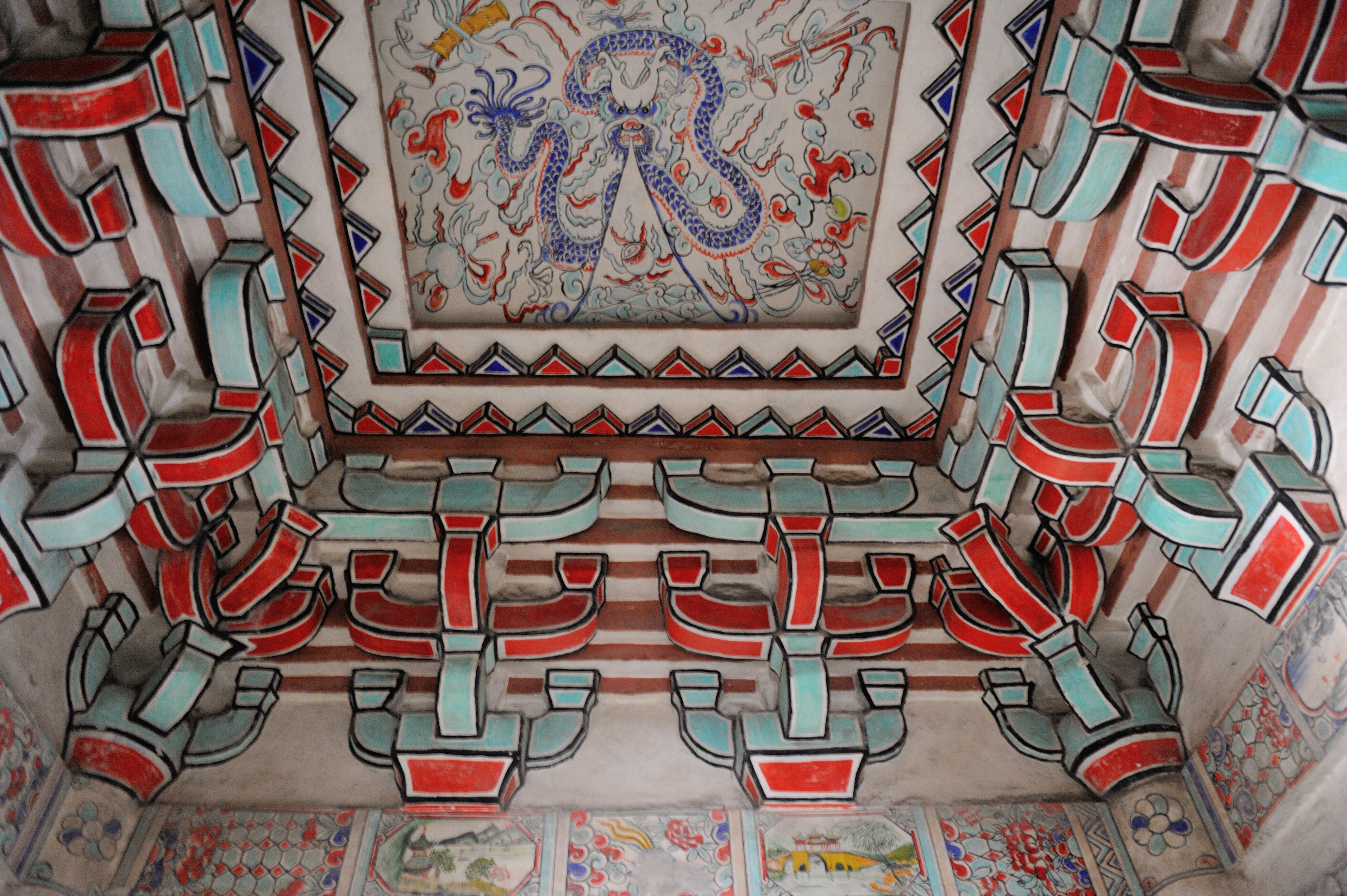
Versierd plafond
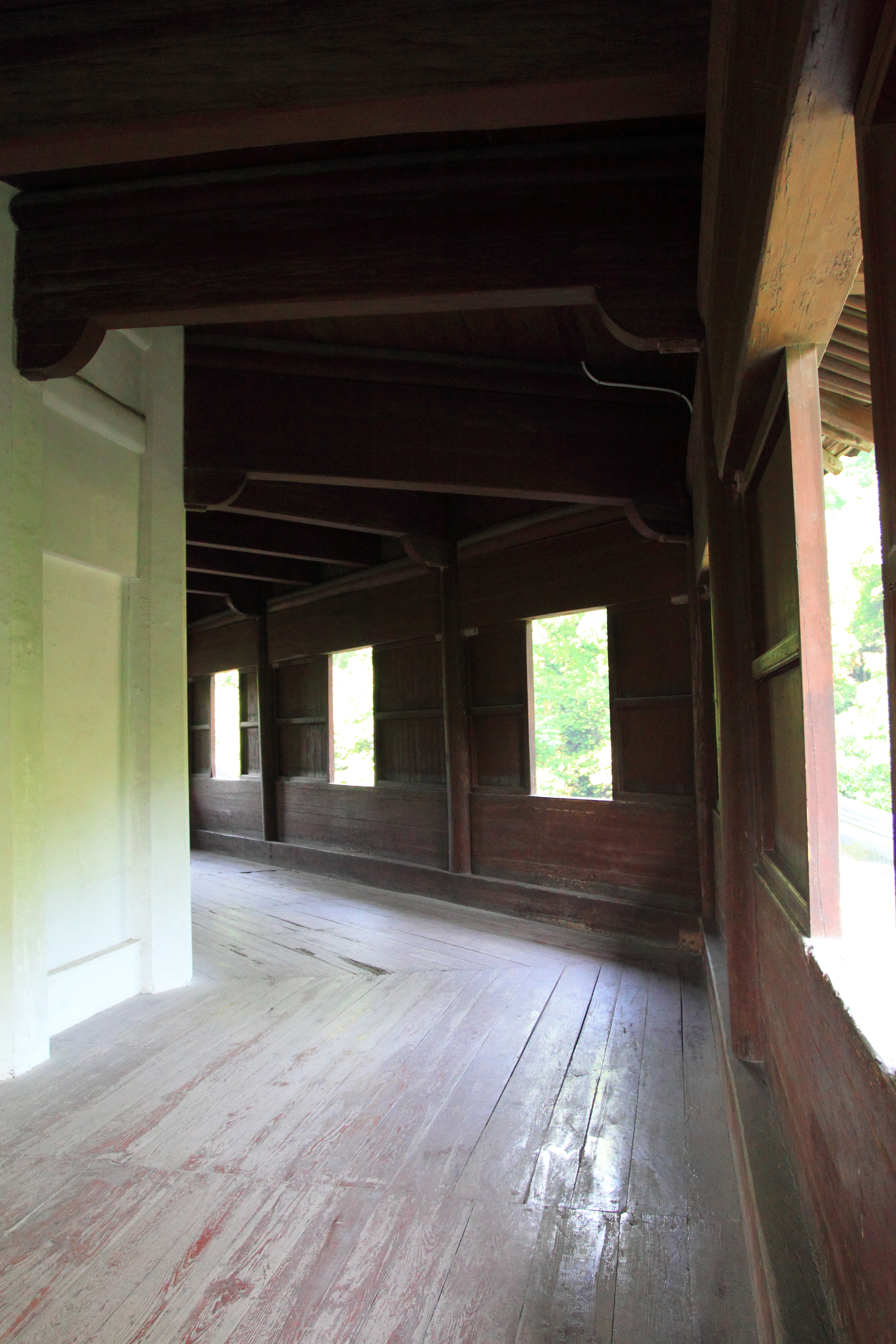
De gang die binnen rondloopt